# ایگور شالیموف
ایگور شالیموف (روسی: Игорь Михайлович Шалимов؛ زادهٔ ۲ فوریهٔ ۱۹۶۹) یک بازیکن فوتبال اهل روسیه است.
از باشگاه‌هایی که در آن بازی کرده‌است می‌توان به باشگاه فوتبال اسپارتاک مسکو، باشگاه فوتبال اینتر میلان، باشگاه فوتبال دویسبورگ، باشگاه فوتبال خیمکی، باشگاه فوتبال فوجا، باشگاه فوتبال بولونیا، باشگاه فوتبال اودینزه، باشگاه فوتبال لوگانو و باشگاه فوتبال ناپولی اشاره کرد.
وی همچنین در تیم‌های ملی فوتبال شوروی و روسیه بازی کرده‌است.